# Ратное урочище
Ратное урочище ― территория, расположенная у северного въезда в станицу Старочеркасская, Ростовская область, Россия. Здесь располагается станичное кладбище.

## Происхождение названия
Место, на котором стоит Преображенская (Ратная) церковь XVIII века постройки со старинным казачьим кладбищем было известна издавна. С той поры его и прозвали Ратным урочищем, а Преображенскую церковь ― Ратной.
Происхождение названия «Ратное урочище» доподлинно не известно. Есть мнение, что отсюда уходили в походы воины (ратники), что и дало название этому району Черкасска. Также утверждается, что некогда во второй половине XVII века на этом месте существовала Ратная слобода, которая была основана не казаками, а русскими ратниками, принимавших участие в Крымских и Азовских походах. Позже жители этой слободы разъехались, но название местности сохранилось и до настоящего времени.

## Похороненные на кладбище
Древнейшее казачье кладбище расположено вокруг церкви. Здесь похоронены знаменитые казаки. 
- Герои Азовского осадного сидения в 1637―1641 годах Наум Васильев и Осип Петров.
- Фрол Минаевич Минаев (? — 1700) , донской атаман, сподвижник Петра I.
- Василий Фролович Фролов, донской атаман, участник сражений с повстанцами во время Булавинского восстания, герой войны со шведами. Рядом захоронен его внук, Иван Васильевич Фролов, в 1732 – 1736 годах ― походный атаман донских казаков в Низовом корпусе.
- Данила Ефремов (ум. 1760) ― донской войсковой атаман, первый генерал-майор среди казаков.
- Владимир Дмитриевич Фоменко (29 сентября 1911 — 17 октября 1990) ― русский советский писатель.

Многие представители известнейших донских родов XVII – XVIII столетий также покоятся в земле Ратного кладбища. Это отец, мать, брат и сын знаменитого «вихорь-атамана» Матвея Ивановича Платова, мать и отец Степана Разина, мать Емельяна Пугачева.
На данный момент планируется создание на Ратном кладбище мемориального комплекса воинской славы донского казачества.